# Франсуа Дам'єн
Франсуа Дам'єн (фр. François Damiens; нар. 17 січня 1973, Уккел, Бельгія) — бельгійський комедійний актор.

## Біографія
Франсуа Дам'єн народився 17 січня 1973 року в місті Уккел, Бельгія. Після навчання у Практичній вищій школі комерційних досліджень (фр. École pratique des hautes études commerciales) в Брюсселі отримав диплом за фахом «міжнародна торгівля». Після чотиримісячного стажування в Австралії, Франсуа вирішив зайнятися творчістю. Спочатку брав участь у скетчах і сценках, поставлених для шоу, що знімаються прихованою камерою. Потім у Бельгії Франсуа Дам'єн створив авторське комедійне телешоу «Франсуа-обманщик» (фр. François L'Embrouille), в якому провокував людей на смішні вчинки і знімав усе на приховану камеру. Шоу отримало визнання навіть за межами Бельгії, його стали транслювати у Франції і Швейцарії. Загалом з 1999 по 2005 роки Дам'єн зняв понад 400 сюжетів прихованою камерою.

## Кінокар'єра
Кар'єру в кіно Франсуа Дам'єн почав у 2006 році, знявшись у фільмі «Агент 117: Каїр — шпигунське гніздо» Мішеля Азанавічуса. Надалі грав ролі переважно в комедійних стрічках.
У 2010 році Франсуа Дам'єн у Франції став героєм рекламної компанії Pringles Xtreme. У тому ж році він був номінований на кінопремію «Сезар», як найкращий актор другого плану за роль Марка у фільмі «Серцеїд». У 2011 році Дам'єн зіграв свою першу головну роль разом з Паскаль Арбілло у фільмі «Вірна справа». У тому ж році вийшла сентиментальна мелодрама, поставлена за однойменним романом Давіда Фенкіноса «Ніжність», де актор зіграв головну роль у партнерстві з Одрі Тоту.
У 2014 році Дам'єн зіграв роль глухого батька у фільмі «Сім'я Бельє», який мав успіх у глядачів, а актора було втретє номіновано на «Сезара», та вперше в категорії «Найкращий актор».
У 2018 році Франсуа Дам'єн дебютував як режисер повнометражного фільму «Мій кет» у якому також зіграв головну роль. Стрічка була номінована у 2019 році в 3-х категоріях на здобуття бельгійської національної кінопремії «Магрітт», але нагород не отримала.

## Фільмографія (вибіркова)
Актор
| Рік  |    | Українська назва                    | Оригінальна назва                | Роль                        |
| ---- | -- | ----------------------------------- | -------------------------------- | --------------------------- |
| 2006 | ф  | Агент 117: Каїр — шпигунське гніздо | OSS 117: Le Caire, nid d'espions | Раймон Пеллетьє             |
| 2006 | ф  | Діккенек                            | Dikkenek                         | Клоді                       |
| 2007 | ф  | Таксі 4                             | Taxi 4                           | Серж                        |
| 2007 | кф | Сюрприз!                            | Surprise!                        | флорист                     |
| 2007 | ф  | Ковбой                              | Cow-Boy                          | Франц                       |
| 2008 | ф  | Перший зустрічний                   | Le premier venu                  | агент з продажу нерухомості |
| 2008 | ф  | Високі стіни                        | Les hauts murs                   | Головний офіцер             |
| 2008 | ф  | Крутий татусь                       | 15 ans et demi...                | Жан-Максанс                 |
| 2008 | ф  | Ж.К.В.Д.                            | JCVD                             | Bruges                      |
| 2008 | ф  | Нас двоє                            | La personne aux deux personnes   | лікар Гожіп                 |
| 2008 | ф  | Ми – легенди                        | Seuls Two                        |                             |
| 2008 | ф  | Шибеники з Тімпельбаха              | Les enfants de Timpelbach        | постачальник                |
| 2009 | ф  | Інкогніто                           | Incognito                        | водій на аварії             |
| 2009 | ф  | Сім'я Вольберг                      | La famille Wolberg               | Симон                       |
| 2009 | ф  | Маленький Ніколя                    | Le petit Nicolas                 | сусід                       |
| 2009 | ф  | Служити і захищати                  | Protéger & servir                | Ромеро                      |
| 2010 | ф  | Серцеїд                             | L'arnacoeur                      | Марк                        |
| 2010 | ф  | Митниця дає добро                   | Rien à déclarer                  | Жан Жак                     |
| 2011 | ф  | Вірна справа                        | Une pure affaire                 | Давид Пеламе                |
| 2011 | мф | Кіт рабина                          | Le chat du rabbin                | репортер/озвучування        |
| 2011 | ф  | Відпочинок на межі нервового зриву  | Ni à vendre ni à louer           | мосьє Фрейз                 |
| 2011 | ф  | Ніжність                            | La délicatesse                   | Маркус Лундлл               |
| 2012 | ф  | Торпеда                             | Torpedo                          | Мішель Рессак               |
| 2012 | ф  | Переполох на районі                 | Les Kaïra                        | Клод Фашун, виробник порно  |
| 2012 | ф  | Танго лібре                         | Tango libre                      | Жан-Крістоф                 |
| 2013 | ф  | Сюзанна                             | Suzanne                          | Ніколя Меревський           |
| 2013 | ф  | Тіп Топ                             | Tip Top                          | Роберт Мендес               |
| 2013 | ф  | Гар дю Нор                          | Gare du Nord                     | Саша                        |
| 2013 | ф  | Я зображую труп                     | Je fais le mort                  | Жан Рено                    |
| 2014 | ф  | Сім'я Бельє                         | La famille Bélier                | Родольф Бельє               |
| 2015 | ф  | Надновий заповіт                    | Le tout nouveau testament        | Франсуа                     |
| 2015 | ф  | Ковбої                              | Les cowboys                      | Ален Болланд                |
| 2016 | ф  | Новини з планети Марс               | Des nouvelles de la planète Mars | Філіп Марс                  |
| 2016 | ф  | Танцівниця                          | La danseuse                      | Маршан                      |
| 2018 | ф  | Мій кет                             | Mon Ket                          | Дені Версавель              |

Режисер
- 2018: «Мій кет» / Mon Ket

## Визнання

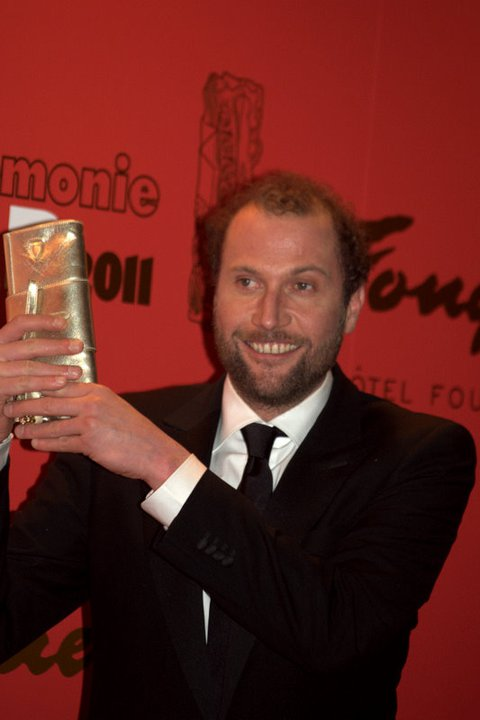
На церемонії вручення Сезара, 2011

У 2011 році Франсуа Дам'єн був нагороджений Орденом Мистецтв та літератури (кавалер).
| Премія «Сезар»                                       |                                                   |                          |           |
| 2011                                                 | Найкращий актор другого плану                     | Серцеїд                  | Номінація |
| 2014                                                 | Найкращий актор другого плану                     | Сюзанна                  | Номінація |
| 2015                                                 | Найкращий актор                                   | Сім'я Бельє              | Номінація |
| 2016                                                 | Найкращий актор                                   | Ковбої                   | Номінація |
| Премія «Магрітт»                                     |                                                   |                          |           |
| 2011                                                 | Найкращий актор другого плану                     | Серцеїд                  | Номінація |
| 2014                                                 | Найкращий актор                                   | Танго лібре              | Номінація |
| 2015                                                 | Найкращий актор                                   | Я зображую труп          | Номінація |
| 2015                                                 | Найкращий актор другого плану                     | Сюзанна                  | Номінація |
| 2016                                                 | Найкращий актор                                   | Сім'я Бельє              | Номінація |
| 2017                                                 | Найкращий актор                                   | Ковбої                   | Номінація |
| 2018                                                 | Найкращий актор                                   | Позбав мене від сумнівів | Номінація |
| 2019                                                 | Найкращий фільм                                   | Мій кет                  | Номінація |
| 2019                                                 | Найкращий актор                                   | Мій кет                  | Номінація |
| Міжнародний фестиваль комедійних фільмів У Аль д'Юез |                                                   |                          |           |
| 2011                                                 | Найкраща акторська гра (разом з Паскалем Арбілло) | Вірна справа             | Перемога  |
| Кінофестиваль в Салоніках                            |                                                   |                          |           |
| 2013                                                 | Спеціальний приз за художні досягнення            | Сюзанна                  | Перемога  |
| Кришталевий глобус                                   |                                                   |                          |           |
| 2015                                                 | Найкращий актор                                   | Сім'я Бельє              | Номінація |
| 2018                                                 | Найкращий актор                                   | Позбав мене від сумнівів | Номінація |